# Neverwinter Nights 2
Neverwinter Nights 2, (NWN2) är ett datorrollspel utvecklat av Obsidian Entertainment och utgivet av Atari. Spelet är en uppföljare till Biowares Neverwinter Nights (NW), ett framgångsrikt spel baserat på Dungeons & Dragons. Medan NWN baserades på Dungeons & Dragons tredje utgåvan, baseras NWN2 på Dungeons & Dragons 3.5 (även känd som den reviderade tredje versionen), ändrad för anpassning till spel i realtid.